# John Ferguson McLennan
John Ferguson McLennan, född 1827, död 1881, var en skotsk etnolog och jurist. Han utvecklade teorin om matriarkat.